# یاسنا بولژویچ
یاسنا بولژویچ (انگلیسی: Jasna Boljević؛ زادهٔ ۱۶ مارس ۱۹۸۹) بازیکن هندبال اهل مونته‌نگرو است.